# Katastrofa budowlana w Mekce (2015)
Katastrofa budowlana w Mekce – katastrofa budowlana, która miała miejsce 11 września 2015 roku w Świętym Meczecie w Mekce. W wyniku upadku żurawia zginęło 118 osób, a 394 zostały ranne.
Przedstawiciel saudyjskiej obrony cywilnej podał, że przyczyną wypadku był silny wiatr wywołany burzami, wskutek których dźwig przewrócił się i przebił sufit meczetu. W katastrofie zginęło 118 osób, 394 odniosły obrażenia, a wielu pielgrzymów utknęło pod gruzami.
Do katastrofy doszło w piątek, święty dzień w islamie, przed popołudniową modlitwą, dlatego w budynku znajdowało się wielu pielgrzymów. Po zdarzeniu książę Chalid ibn Fajsal Al Su'ud zarządził śledztwo w celu wyjaśnienia przyczyn katastrofy. Na miejsce zostały wysłane zespoły poszukiwawczo-ratownicze oraz pracownicy saudyjskiego Czerwonego Półksiężyca.

## Ofiary katastrofy
| Kraj            | Liczba ofiar |
| --------------- | ------------ |
| Bangladesz      | 25           |
| Egipt           | 23           |
| Pakistan        | 15           |
| Indie           | 11           |
| Indonezja       | 11           |
| Iran            | 11           |
| Turcja          | 8            |
| Malezja         | 6            |
| Nigeria         | 6            |
| Wielka Brytania | 2            |
| Afganistan      | 1            |
| Algieria        | 1            |
| Razem           | 118          |